# الموازية
الموازية هو كتاب فقهي من تأليف محمد بن إبراهيم بن زياد المعروف بـ ابن المواز (ت 269 هـ)، وهو من أجل كتب المالكية، وقد رجحه القابسي على سائر الأمهات، وقال إن صاحبه قصد إلى بناء فروع أصحاب المذهب على أصولهم في تصنيفه، وفي هذا الكتاب جزء تكلم فيه على الشافعي، وعلى أهل العراق. أما الأساس الذي بنى عليه ابن المواز كتابه هو سماعات شيوخه واجتهاداتهم. قال الهلالي: «أمهات الفقه الكبار المعتمد عليها عند المالكية: المدونة والموازية والواضحة والعتبية.»

## روايات الموازية
- رواية: دراس بن إسماعيل عن علي بن عبد الله بن أبي مطر.
- أثبت ابن الفرضي رواية أخرى للموازية رواها الأندلسي ابن بطال بن وهب التميمي المتوفى سنة (366 هـ) نقلًا عن ابن مطر، ولكن هذا الكتاب كما أشار إلى ذلك القاضي عياض بإشارة قصيرة لم يعرف بهذه الرواية لأول مرة في إفريقيا. يرجع الفضل في هذا في الوقت الحاضر إلى فقيه القيروان الذي لا يعرف الآن إلا قليلا وهو زياد بن يونس اليحصبي.

صارت الموازية في القرن الرابع الهجري أحد أشهر وأكبر كتب الفقه في شمال إفريقيا، حيث ضمت كل المسائل العويصة في كتب الفقه المالكي، فضلًا عن الاهتمام بفروع المالكية. وبعض أبواب الكتاب التي ذكرت عناوينها أيضا في كتاب النوادر والزيادات، قد رويت مفردة عن هذه المجموعة.

## شرح الموازية وتدوينها وتبويبها
يفهم من «كتب ابن المواز» التي ذكرها ابن أبي زيد القيرواني في المقدمة أنه ينبغي أن تكون هذه الكتب أيضا أجزاء من الموازية في شكل أبواب مفردة في الفقه وعلى شاكلة مجموعة ابن عبدوس، فإن هذا المؤلف أيضا مجموعة ذات حجم مختلف، ويمكن البحث عن قطعها المتوفرة في القيروان، فضلًا عن مقتبسات عديدة من متن كتاب النوادر. غير أن الكتاب لم يعرفه ابن أبي زيد القيرواني كاملاً، وقد عرفنا ذلك من الملحوظة التالية: «وقيل عن ابن المواز، وهذا شيء بلغني عن ابن المواز ولم يقع عندنا في كتاب الصوم». 
والموازية إلى جانب ما ألفه فقهاء المالكية من الدواوين المعتبرة في الفقه، ليس هذا فحسب؛ بل إنها من الأمهات المعتمدة في هذا العلم لذلك ولأهميتها فقد أولاها المغاربة والمشارقة عناية خاصة؛ بأن جعلوا أجزاء مخطوطتها محفوظة في مراكز علمية إشعاعية؛ كالقيروان وجامعة القرويين وباريس. ونجد أن للمشارقة الدور الريادي في دراسة مخطوطات أمهات الكتب المذهبية خصوصًا المالكية منها، فمنهم من يتناولها كتراث يستفيدون منه في بحوثهم وأعمالهم الدراسية.